# Orthoclydon pseudostinaria
Orthoclydon pseudostinaria är en fjärilsart som beskrevs av Hudson 1928. Orthoclydon pseudostinaria ingår i släktet Orthoclydon och familjen mätare. Inga underarter finns listade i Catalogue of Life.